# Q20和Q44巴士
Q20A、Q20B（统称为Q20A/B或Q20）和Q44巴士线路构成了缅街线，这是纽约市皇后區的一条公共交通线路，主要沿着牙买加和法拉盛附近两个主要巴士地铁枢纽之间的緬街运行。Q20A/B的终点站是皇后区北端的大学点。Q44则继续向北进入布朗克斯，终点是布朗克斯動物園附近的西农场社区。Q44是在两个行政区之间运营的两条皇后区巴士路线之一（另一条是Q50）。
1999年6月，Q44开始在皇后区进行限站服务，Q20则分成两个分支提供本地服务。2015年11月29日，Q44转变为特选巴士服务（SBS）路线。

## 路线说明及服务

### Q44
现在的Q44线路始于皇后区牙买加市中心的梅里克大道和射手大道交叉口，位于165街巴士总站以南，并于Q17共用此站。沿射手大道向西行驶，经过牙買加中心-帕森斯/射手車站及其巴士总站。在连接長島鐵路牙买加站和甘迺迪國際機場捷運的苏特芬林荫路车站后，线路向北转入苏特芬林荫路。然后向西转入山边道，向北转入皇后大道，可与IND皇后大道線的两个站点换乘。
在緬街上，Q44向北拐弯，在皇后大道和法拉盛市中心（又称法拉盛唐人街）的北方大道之间贯穿整条街道。法拉盛市中心是法拉盛-緬街車站的终点站，多条公交线路、IRT法拉盛线地铁和长岛铁路華盛頓港支線在此交汇。之后Q44转到联合街和帕森斯林荫路，到达白石镇的14大道。然后进入布朗克斯白石大橋，与Q50共用大桥。在整个皇后区，Q44提供限站服务，主要在主要路口和景点间歇性停靠。
进入布朗克斯后，Q44和Q50沿哈琴森河公园大道辅路行驶至布鲁克纳大道以南，只停靠两个站点：一个在拉法叶大道，另一个在布鲁什大道和布鲁克纳林荫路，乘客还可在此转乘Bx5巴士。之后Q50向东转入Bx5的路线，而Q44则向西转入东177街（跨布朗克斯快速道路辅路），沿该路的任一方向行驶。在帕克彻斯特车站，Q44 绕过休 J. 格兰特圓環继续沿东177街行驶，直至与谢里丹高速公路交汇处，然后向北转入德沃大道。Q44在西農莊廣場-東特雷蒙特大道車站附近的东特雷蒙特大道停靠，终点站设在布朗克斯動物園南部边界的东180街。巴士在布朗克斯河上的一座桥上停留，然后在波士顿路上重新投入运营。虽然Q44的北部终点站标有“布朗克斯动物园”（原名“布朗克斯动物园-西农场广场”），但从这里并不能进入动物园；最近的入口位于布朗克斯公园南和波士顿路以北的几个街区处。
1999年之前，Q44在皇后区牙买加和布朗克斯西农场之间完全是以本地服务运营。它是皇后区缅街沿线唯一的巴士服务。 在2015年11月实施特选巴士服务之前，Q44完全沿东177街运行。 现在，它在东177街采用了相当于限站停靠的服务，但东177街沿街并没有额外的本地路线运营。

### Q20A/B
Q20A、Q20B与Q44在牙买加和白石镇之间的线路相同，然后向西分流，前往它们在法拉盛湾附近的大学点共用终点站。Q20A在20大道分岔，沿原法拉盛机场北部边缘行驶，为一个大型购物中心提供服务。这条线路与Q76共用。Q20B在14大道向西向北拐弯，途经居民区。20大道和14大道路线都是最初的Q20线路的一部分，最初的Q20线路只在大学点和法拉盛市中心之间运行。这两条线路都提供本地服务，但Q20A随时运行，而Q20B仅在工作日运行。

## 历史

### 原始路线

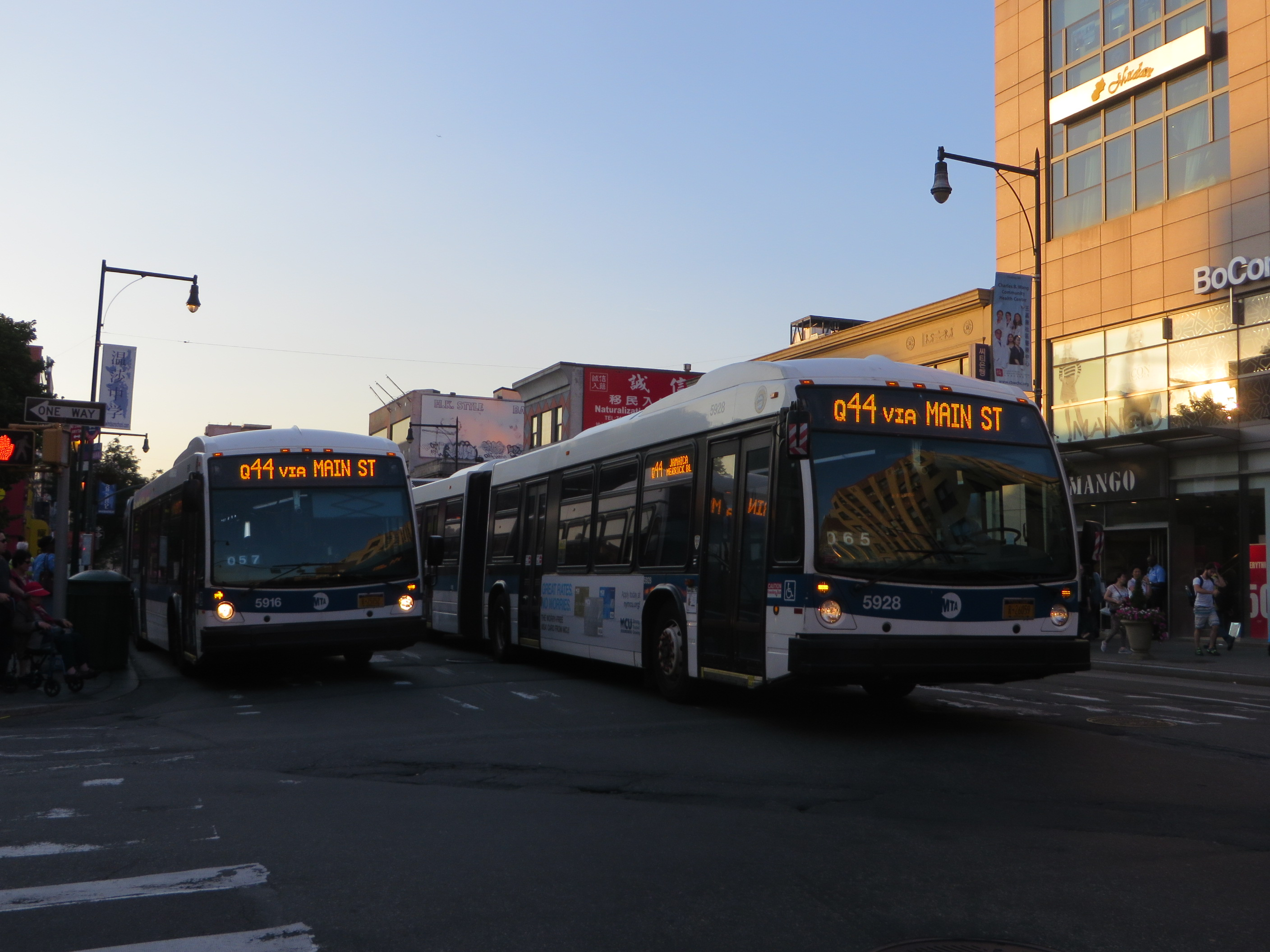
2015年7月，皇后区法拉盛的两辆Q44 New Flyer铰接式巴士，距离特选巴士服务的实施还有五个月。

1932年2月15日，北岸巴士公司开始运营巴士服务，以取代长岛铁路白石支线。 这条线路被标为Q35。 这条线路与现在往返于布鲁克林区和洛克威公园之间的Q35线路不同。它从法拉盛缅街终点站出发，沿林登街（现林登巷）和127街向北行驶，途经法拉盛和大学点，到达14大道。 这是现在Q25的路线。最初的Q35沿14大道向东行驶然后再沿现在的Q76和Q15的路线行驶至白石镇。
1933年5月2日，北岸巴士公司开始在法拉盛缅街/罗斯福大道地铁站和皇后博罗小丘的霍勒斯·哈丁大道（现長島高速公路）之间沿缅街提供穿梭巴士服务。这就是Q44服务的前身。
1935年9月22日，北岸巴士公司收购了法拉盛高地巴士公司，但并未与之合并。 北岸公司只是临时收购了Q25； 作为补偿，市政府向该公司保证，他们将获得法拉盛和牙买加之间经由缅街的新路线。 计划在缅街延伸段（包括一座横跨大中央快速路的桥梁）完工后投入使用。1937年，公交线路发生了几次重大变化。皇后区-拿骚公交公司接管了Q25线路，并将其与沿大学点林登巷和第127街的Q34线路（现Q25线路北部的前身）合并。北岸公交公司停运了Q35，取而代之的是新的Q20。 Q20的路线与现在Q20B的路线（途经14大道）相同，只是沿第122街（现为大学点林荫路）继续向北延伸，并在该区北端的麦克尼尔公园附近与现在的Q25（当时的Q34）沿相同的环形路线行驶。

### Q44服务的开始
1936年12月，北岸巴士公司申请了法拉盛和牙买加之间途经缅街的“Q-44”线路的特许经营权。 1938年3月22日，当缅街向南延伸至大中央快速路时，牙买加长岛铁路车站的法拉盛缅街与射手大道之间开通了Q44服务。  该公司宣传说，这条线路是“从整个北岸”皇后区到牙买加的最短线路，两个终点站之间的运行时间为15分钟。 1939年4月布朗克斯白石大橋开通后， 当年7月1日，北岸巴士公司开始运营往返于布朗克斯西农场广场和在法拉盛草原-可乐娜公园的1939年紐約世界博覽會之间的巴士服务。 1940年10月28日，这条线路与Q44线路合并，从克猶花園-聯合公路車站（沿后来成为Q74的路线）出发，途经白石镇和布朗克斯区的东177街，到达西农场广场的特雷蒙特大道和波士顿路。另一条支线通往布朗克斯的威斯彻斯特广场。 当年12月，Q44返回牙买加，行驶至165街巴士总站。

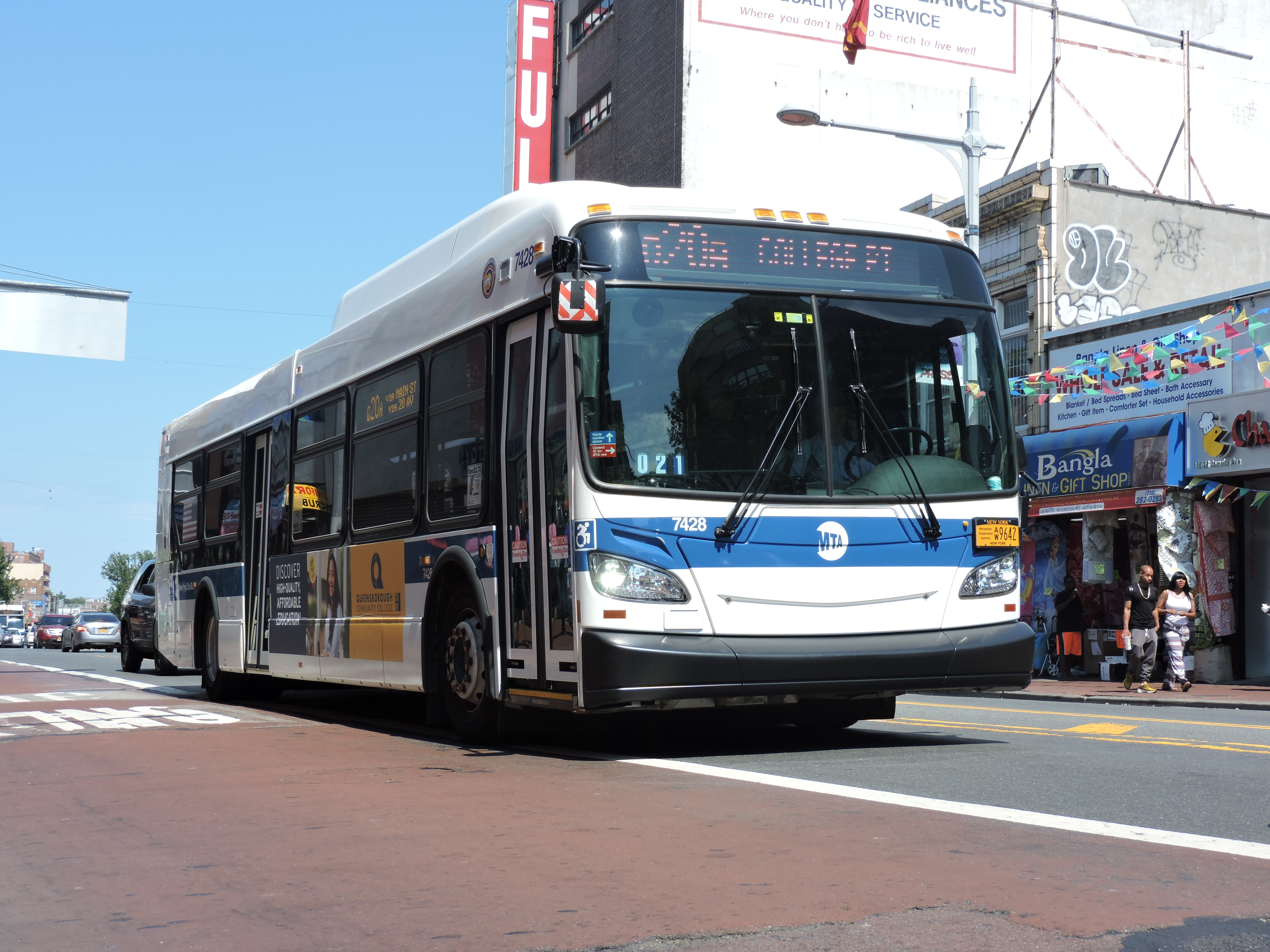
一辆大学点方向的Q20A在牙买加下城。

1939年7月1日，Q20与Q17联运，这意味着在法拉盛以南，巴士将继续沿Q17路线前往牙买加-165街终点站。 该服务被命名为“Q17-20”或“Q20-17”，滚动标志显示为Q17/20。 从1942年6月8日开始，由于第二次世界大战期间对汽油和轮胎使用的限制，该服务被缩短至大学点的14大道和122街。 直到1946年2月4日恢复14大道以北的服务。 1947年1月27日，Q20在非高峰“基准时段”与Q17分离。 同年3月，北岸巴士公司被纽约市交通委员会（即后来的紐約市公共運輸局）接管，使巴士线路成为城市运营线路。
1957年2月3日，纽约市公共运输局将Q17和Q20服务全时段分开，取消了14大道和122街（大学点林荫路）以北的服务，并将Q20更名为Q44FS（法拉盛班车）。 它是使用“Q44”名称的几条路线之一，包括Q44本身、Q44A（现在的Q46）、Q44B（前往皇后区马尔巴的班车，现已取消）和Q44VP（后来的Q74）。
1964年纽约世博会期间，开通了Q44特别服务，通往法拉盛草原公园的罗德曼街入口。这些线路被命名为 "Q44 WF"，并标有 "World's Fair"（世博会）字样，从西农场广场或165街出发，分别在布朗克斯区或皇后区的线路上停靠，以世博会为终点站。
1966年7月11日，纽约交通局将Q13、Q14、Q16、Q28和Q44FS的终点站从法拉盛市中心迁至法拉盛停车场，该停车场由37大道、联合街、138大道和39大道环绕，试运行六个月。这一改变是应皇后区多位民选官员的要求做出的，旨在为乘客提供庇护，减少市中心的拥堵。然而，由于购物者抱怨这一改变迫使他们步行四个街区才能从地铁到达公共汽车，商人和民选官员立即表示反对，1966年7月20日，纽约市公共运输局宣布将于7月24日取消这一改变。Q13、Q16和Q28服务的终点站将回到罗斯福大道北侧的缅街东侧，而Q14和Q44FS服务的终点站将恢复到缅街东侧的39大道。皇后区区长Mario Cariello曾于7月18日致函纽约市公共运输局，要求撤销服务变更。纽约交通局是应他4月份的要求更改服务的。Cariello指出，他的许多选民都要求更改服务。
1967年12月，纽约市公共运输局向估算委员会递交了一份将Q44延长4.33英里（6.97）的建议。以服务于合作城（Co-op City），并在该线路的西端终点站因一些街道改为单行道而略作改动的建议。1969年10月，纽约市公共运输局总监建议修改布朗克斯区的Q44线路，不再使用被认为“不适合公共汽车通行”的街道。线路将修改为沿波士顿路和布莱恩特大道之间的东特里蒙特大道、波士顿路和东特里蒙特大道之间的布莱恩特大道以及布莱恩特大道和东特里蒙特大道之间的波士顿路行驶。

### 改道和设立限站停靠服务
1990年4月15日， Q44FS被重新编号为Q20；此时，随着街道的拓宽和购物中心的建成，20大道服务开始了。 1995年9月，Q20取消了周末服务，仅在工作日提供服务。 1998年1月11日，Q44开始在梅里克大道和苏特芬大道之间的射手大道上双向运行，以提供直达長島鐵路牙买加站的通道，并消除在拥挤街道上转弯的困难。 利用射手大道、168街、牙买加大道和梅里克大道建立了一个新的调头环路。在此之前，南行公共汽车沿牙买加大道行驶至梅里克大道，北行公共汽车沿射手大道和153街行驶至牙买加大道。这一变化于1997年11月提交MTA董事会批准，最初计划于1997年12月生效。
1999年6月27日， Q44开始在皇后区进行限站服务，Q20分为两个分支（Q20A和Q20B）提供本地服务，Q20B沿14街的Q20旧路线提供服务，Q20A沿20街提供新服务。沿20大道增加的服务是应该大道商业开发项目业主（例如BJ's和Target）的要求而增加的。 Q20A也恢复了周末服务。 由于Q44成为服务，Q20沿着缅街向南延伸，提供本地服务。 在此之前，Q20只在工作日的早上5点至晚上11点运营，班次为15至30分钟一班。 此时，Q44从其位于联合大道和希尔赛德大道之间的布里亚伍德街区的历史路线上转移。它之前向东转向大中央公园路辅路，然后向南转向150街，前往牙买加， 自1938年以来，一直沿用同样的路线，当时缅街在大中央公园路辅路处终止。 它被改道继续向南经缅街，然后经皇后大道到达山边道。 最初，Q44巴士的停靠站点有限，工作日为早6点至晚10点，周六为早7点至晚10点，周日为早8点至晚10点。Q44和Q20的服务变化是为了增加乘客量和服务新市场。 1999年7月29日，在市政厅召开了一次会议，MTA的官员出席了会议，讨论了这些变化。许多乘客发言反对这一改变，他们指出，这一改变使使用150街沿线站点的老年人和残疾人的出行更加困难，而且这一改变增加了完成行程的换乘次数，需要支付额外的车费。MTA的一位发言人表示，MTA没有计划恢复服务的改变，并指出Q44改线后的皇后大道和缅街地区的人口密度有所增加。 改变生效后不久，布里亚伍德居民就组织并散发了一份请愿书，反对150街失去公交服务。这一变化于1999年3月底向民选官员宣布，并于1999年4月15日获得MTA董事会的批准。
2005年4月1日，缅街和桑福大道（Sanford Avenue）的Q44限站停靠服务停止，Q20A/B继续提供服务。

### 特选巴士服务和服务扩展

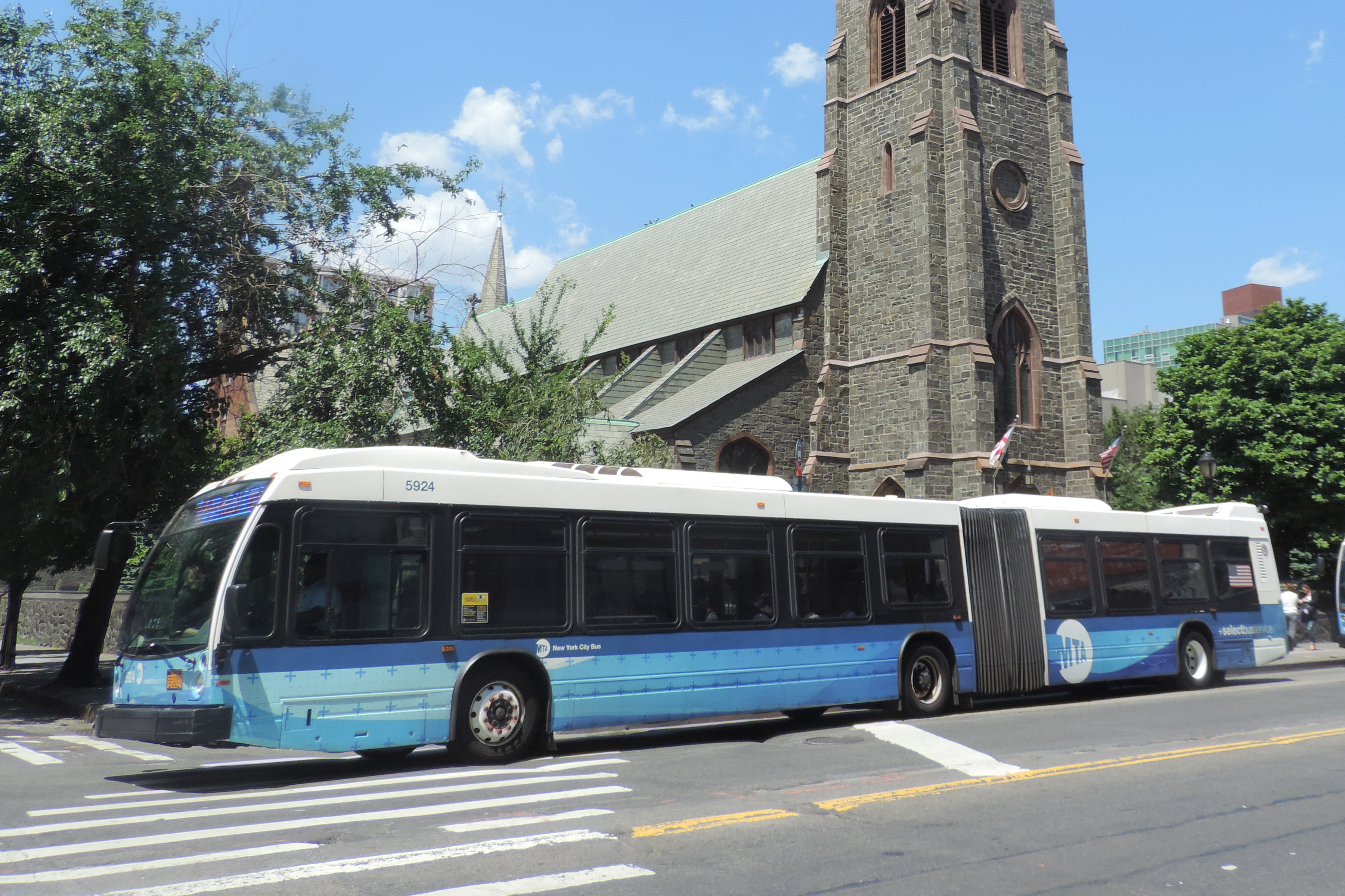
一辆圣乔治教堂前的Q44 SBS巴士，摄于2016年。

2004年和2006年，缅街走廊被确定为法拉盛-牙买加巴士快速交通系统（BRT）服务的潜在路线，这是MTA和纽约市交通局的特选巴士服务（SBS）计划第一阶段的一部分。该走廊最终没有被纳入第一阶段的SBS路线。 2008年2月，MTA提议在法拉盛和福特汉姆广场之间的走廊北部增设一条限时停靠服务，暂定名为Q94。该线路取消了在东180街换乘Bx9的要求，被称为“超级特快”，并将取代皇后区与贝德福德公园之间的X32学校特别班次（现已停运）。
虽然Q94线路从未实施过，但Q44线路在2009年被纳入SBS第二阶段研究。 到2013年，Q44已成为皇后区第一条拥有全套铰接式巴士车队的线路；SBS服务所使用的巴士（Nova Bus LFS型号）与之相同。2014年，164街走廊（Q65）和帕森斯/凯西娜林荫路走廊（Q25 和 Q34）加入缅街走廊，成为法拉盛和牙买加之间潜在的SBS线路。到2013年，Q44成为皇后区第一条拥有全套铰接式巴士车队的路线; 与SBS服务使用的巴士相同（Nova Bus LFS）。2014年，164街走廊（Q65）和帕森斯/凯辛娜走廊（Q25和Q34）加入缅街走廊，成为法拉盛和牙买加之间潜在的SBS路线。 Q25 LTD和 Q44 LTD被选中进行进一步研究，其中Q44优先考虑是因为它的客流量高、皇后区和布朗克斯之间的跨行政区连接以及主街的宽度有利于公交车道。 作为改造的一部分，布朗克斯的八个站点被取消；保留下来的乘客占该行政区乘客使用量的85%。 牙买加商业区的几个站点也被取消。 此外，Q44 LTD在盖伊·R·布鲁尔林荫路（Guy R Brewer Blvd）或165街和射手大道、缅街和北方大道、帕森斯林荫路和17大道、帕森斯林荫路和21大道的停靠站以及白石高速公路和Center Drive的南行唯一停靠站被取消。
2015年11月29日，Q44 SBS开始服务，全天24小时运行。Q20A成为全日制航线，以取代已停运的深夜专用Q44本地航线。